# Instrumentación (música)

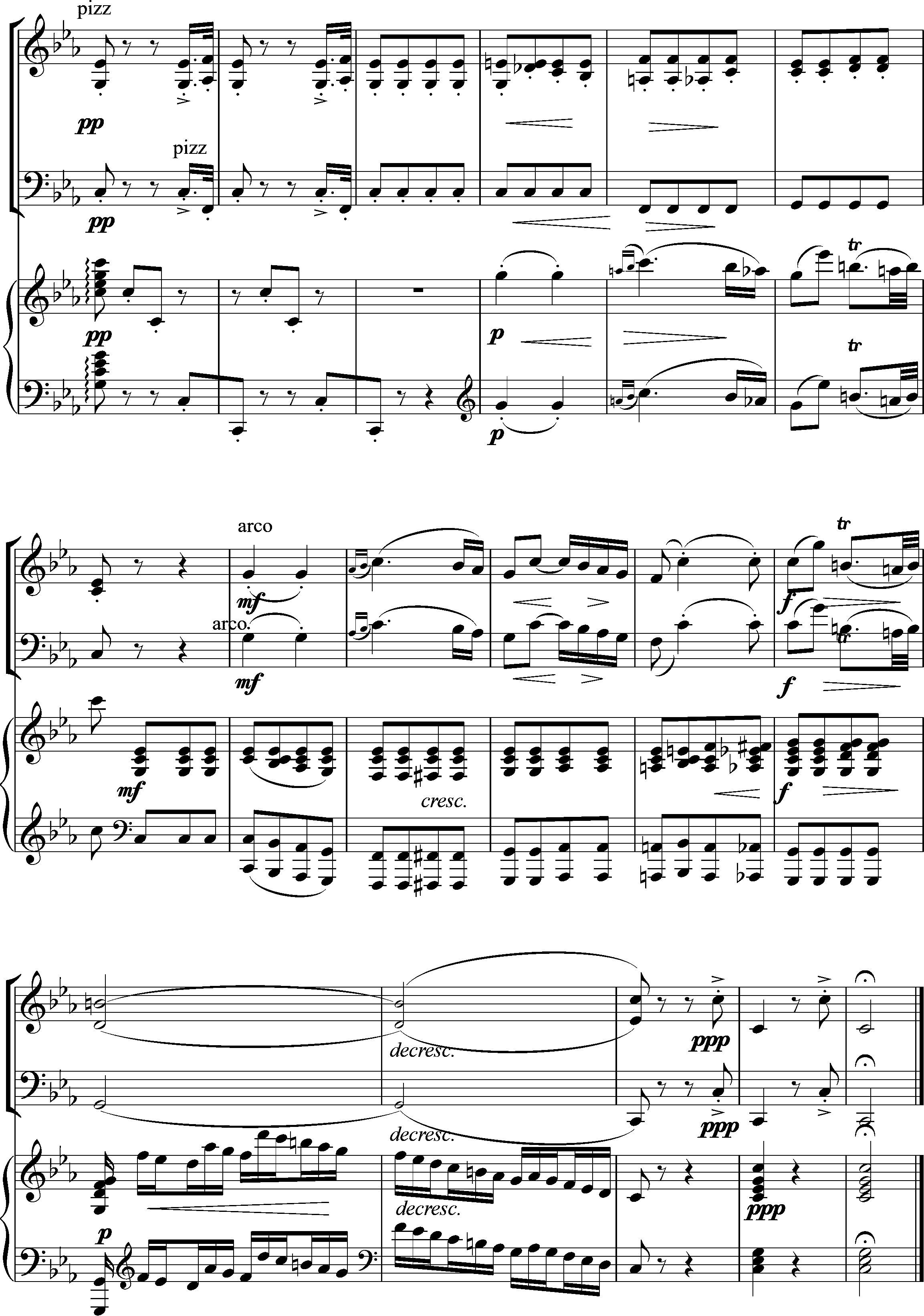
Partituras de una obra musical, generalmente usadas para orquestas que tocan temas clásicos e instrumentales de películas

Aunque la acepción musical más comúnmente entendida por instrumentación es el estudio y la práctica de realizar o adaptar composiciones musicales para un instrumento o agrupación musical.
Realmente podríamos distinguir Instrumentación de Orquestación.
- Instrumentar consiste en conocer los rudimentos de cada uno de los instrumentos musicales, de tal manera que se pueda adaptar para cada uno de ellos una melodía o composición dada.
- Orquestar, por su parte, es más cercano a la "Composición con timbres". En este sentido, incluye un conocimiento más amplio de los instrumentos, no solo de sus características y particularidades individuales, sino también información y experiencia acerca de sus combinaciones, ya en pequeño o en gran grupo.[2]

La realización de esta para un instrumento específico requiere la habilidad de tomar en cuenta las propiedades especiales del instrumento, tales como:
- El tono, el timbre musical y el rango dinámico del instrumento y los tonos disponibles en esos rangos.
- La aplicación de acordes u otros tonos múltiples.
- Ciertas clases de ejecuciones que pueden ser especialmente fáciles o difíciles de realizar.
- Técnicas de aplicación como límites de respiración, toque, etc.
- Efectos especiales como los armónicos, clicks, pizzicato, glissando, entre otros.
- Convenciones de notación para el instrumento.